# Guentheridia formosa
Guentheridia formosa är en fiskart som först beskrevs av Günther 1870.  Guentheridia formosa ingår i släktet Guentheridia och familjen blåsfiskar. IUCN kategoriserar arten globalt som livskraftig. Inga underarter finns listade i Catalogue of Life.